# Älvsjön, Värmland
Älvsjön är en sjö i Filipstads kommun i Värmland och ingår i Göta älvs huvudavrinningsområde. Sjön har en area på 1,31 kvadratkilometer och ligger 207,6 meter över havet. Sjön avvattnas av vattendraget Gullspångsälven (Liälven).

## Delavrinningsområde
Älvsjön ingår i det delavrinningsområde (665809-141568) som SMHI kallar för Utloppet av Älvsjön. Medelhöjden är 256 meter över havet och ytan är 22,83 kvadratkilometer. Räknas de 52 avrinningsområdena uppströms in blir den ackumulerade arean 691,93 kvadratkilometer. Gullspångsälven (Liälven) som avvattnar avrinningsområdet har biflödesordning 2, vilket innebär att vattnet flödar genom totalt 2 vattendrag innan det når havet efter 388 kilometer. Avrinningsområdet består mestadels av skog (82 procent). Avrinningsområdet har 1,72 kvadratkilometer vattenytor vilket ger det en sjöprocent på 7,5 procent.